# Raúl Vittor Alfaro
Raúl Vittor Alfaro (Cerro de Pasco, siglo XX) es un ingeniero civil y empresario peruano. Fue ministro de Educación (1993-1994) y ministro de la Presidencia (1994), durante el primer gobierno de Alberto Fujimori.

## Biografía
Nacido en Cerro de Pasco, cursó su educación secundaria en el Colegio Guadalupe. Luego ingresó a la Universidad Nacional de Ingeniería y se recibió de ingeniero civil. Como empresario se ha dedicado a diversos negocios, especialmente relacionados con la construcción y la banca.
Inició su vida empresarial en 1962 con un pequeño capital, y logró obtener licitaciones con el Estado peruano. En 1964 fundó Maderas Vialtor S.A. y el Aserradero Torvisa dedicado a la extracción e industria de la madera. En 1969 fundó Vittal S.A., empresa dedicada a la construcción, particularmente de puentes de concreto, uno de los cuales es el puente de Punta Arenas, que conecta Juanjuí con Tarapoto. En 1983 fundó la Clínica Montefiori.

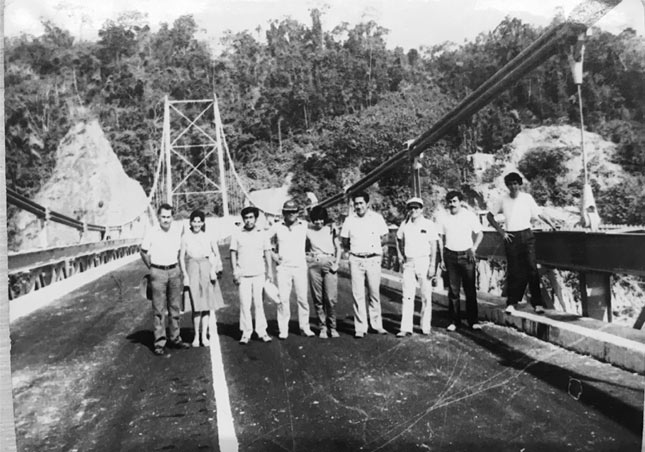
El ingeniero Raúl Vittor Alfaro y el puente Punta Arenas.

En 1984 fundó Langostinera Amazonas S.A., para la exportación de langostinos. En 1986 fundó la Inmobiliaria Las Malvinas S.A. que llegado a contar con diez mil metros cuadrados de terrenos para la construcción de viviendas. También fundó Comercial Norvial S.A., dedicada a la importación de maquinarias para la construcción.
El 19 de agosto de 1993, durante el primer gobierno de Alberto Fujimori fue nombrado ministro de Educación. Su nombramiento se dio en el contexto de la reforma que buscaba hacer el gobierno en el ámbito educativo, buscando poner a la cabeza del ministerio a profesionales de perfil empresarial y administrativo, antes que académico.
El 17 de febrero de 1994 pasó a ser ministro de la Presidencia, despacho que tenía a su cargo dieciocho empresas del Estado.  Se mantuvo en dicho cargo hasta agosto del mismo año.
A partir de 1995 se ha dedicado a la construcción de departamentos en los distritos de Surco y La Molina, en Lima. En 2006 fundó la empresa Alta Vidda Gas, dedicada a la venta de combustibles de alto octanaje. En 2012 fundó el Grupo Inmobiliario Cimentares.